# Ettore Banchero
Ettore Banchero (Alessandria, 7 ottobre 1907 – Roma, 28 luglio 1991) è stato un calciatore italiano, di ruolo attaccante.
Era noto come Banchero II per distinguerlo dal fratello maggiore Elvio, anch'egli calciatore.

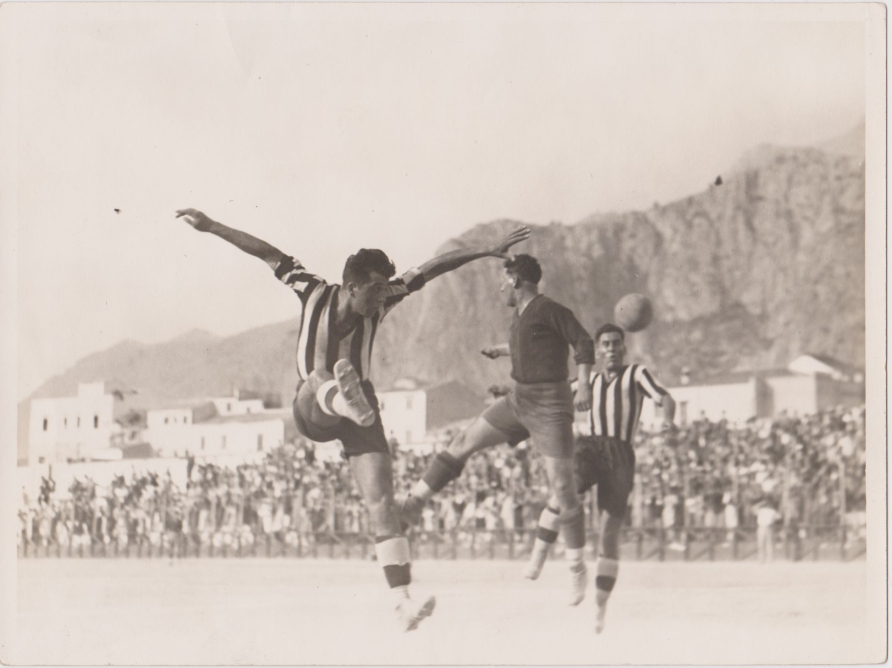

## Carriera
Esordì in Serie A con la maglia dell'Alessandria il 20 ottobre 1929 in Lazio-Alessandria (0-0).
Giocò nella massima serie anche con la maglia del Palermo, con il quale disputò 55 incontri in due anni, segnando 21 reti – 18 in 32 partite nel vittorioso campionato di Serie B 1931-1932 nonché 3 in 23 partite nella stagione successiva in Serie A.

## Palmarès
- Campionato italiano di Serie B: 1

Palermo: 1931-1932